# Michel Drach
Pour les articles homonymes, voir Drach.
Michel Drach, né le 18 octobre 1930 à Paris 3e et mort le 14 février 1990 à Neuilly-sur-Seine, est un réalisateur français.
Ayant commencé sa carrière au début de la Nouvelle Vague mais n'appartenant à aucun courant, il a dirigé aussi bien des films romantiques que des films politiques qui ont fait scandale, ou encore des films à la mélancolie très personnelle.

## Biographie

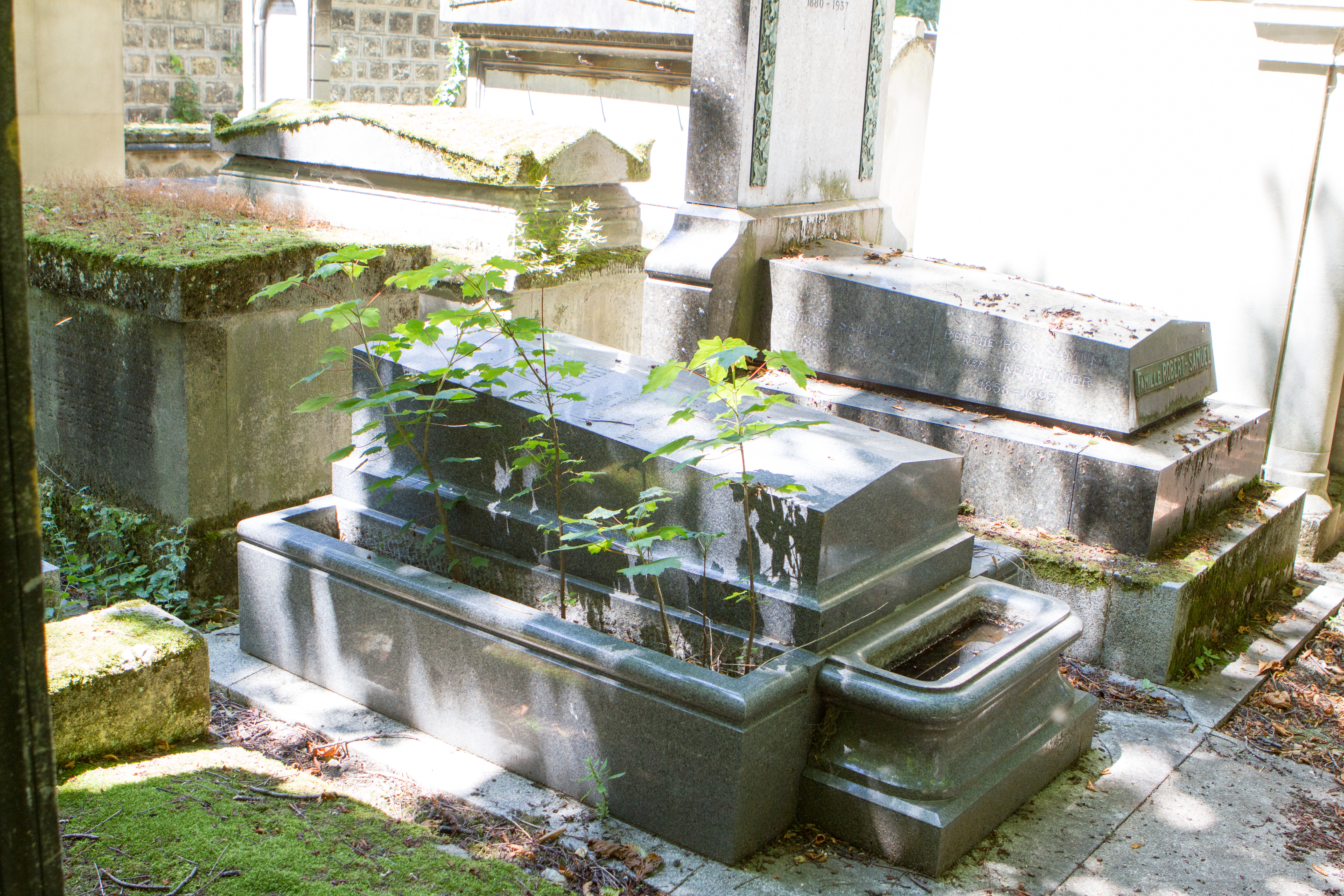
Tombe de Michel Drach au cimetière du Père-Lachaise (division 7).

Après des études de peinture à l'Académie des beaux-arts, il s'oriente vers le cinéma sous l'influence de son cousin Jean-Pierre Melville, dont il devient l'assistant. Il débute par des courts métrages de facture très personnelle, dont Les Soliloques du pauvre (1951) et Auditorium (1957), puis passe au long métrage avec On n'enterre pas le dimanche (1959), une réflexion sur la solitude existentielle d'un « Noir » à Paris qui lui vaut le prix Louis-Delluc et annonce, par le style de tournage et le mode de production, la Nouvelle Vague.
Le mélancolique Amélie ou le Temps d'aimer (1962) caractérise bien son approche des êtres. Après la parenthèse de La Bonne Occase (1965) et de Safari diamants (1966), il revient au cinéma d'auteur (il est scénariste de tous ses films) avec Élise ou la Vraie Vie (1970), qui raconte l'histoire d'une Française amoureuse d'un Algérien au temps de la guerre d'Algérie.
Son engagement se manifeste à nouveau dans Les Violons du bal (1974), évocation de son enfance juive pendant l'Occupation, et dans Le Pull-over rouge (1979), chronique de ce qu'il présente comme une erreur judiciaire. Dans Parlez-moi d'amour (1975), Le Passé simple (1977), et Guy de Maupassant (1982), il confirme son attrait pour les intrigues psychologiques.
En 1986, avec Sauve-toi, Lola, il aborde le thème du cancer, puis celui des relations entre grand-père et petit-fils dans Il est génial, papy ! (1987).

### Vie privée
Il a été l'époux de Marie-José Nat, avec qui il a eu trois enfants : David, Julien et Aurélien. Il est par ailleurs le cousin de l'actrice Nicole Stéphane.

### Mort
Michel Drach meurt dans la nuit du 14 février 1990 des suites d'un long combat contre le cancer du poumon, à l'Hôpital américain de Neuilly-sur-Seine. Il était un grand fumeur, consommant des cigarettes y compris lorsqu'il était interviewé. Michel Drach est enterré au cimetière du Père-Lachaise (7e division).

## Filmographie

### Cinéma
Assistant réalisateur
- 1949 : Le Silence de la mer de Jean-Pierre Melville
- 1950 : Les Enfants terribles de Jean-Pierre Melville - également une courte apparition

Réalisateur
- 1951 : Les Soliloques du pauvre (court-métrage d'après l’œuvre de Jehan Rictus)
- 1954 : La mer sera haute à seize heures (court-métrage)
- 1958 : Auditorium (court-métrage)[4]
- 1960 : On n'enterre pas le dimanche
- 1961 : Amélie ou le temps d'aimer
- 1965 : La Bonne Occase
- 1966 : Safari diamants
- 1970 : Élise ou la Vraie Vie
- 1974 : Les Violons du bal
- 1975 : Parlez-moi d'amour
- 1977 : Le Passé simple
- 1979 : Le Pull-over rouge[5]
- 1982 : Guy de Maupassant
- 1986 : Sauve-toi, Lola
- 1987 : Il est génial papy !

### Télévision
- 1965 : Le train bleu s'arrête 13 fois (5 épisodes)
- 1966 : Les Compagnons de Jéhu[6] (feuilleton TV)
- 1968 : Les Enquêtes du commissaire Maigret, épisode  L'Inspecteur Cadavre